# Акбауыр
Акбауыр (каз. Ақбауыр) — село в Шетском районе Карагандинской области Казахстана. Входит в состав Акшокинского сельского округа. Код КАТО — 356439300.

## Население
В 1999 году население села составляло 249 человек (129 мужчин и 120 женщин). По данным переписи 2009 года, в селе проживало 219 человек (115 мужчин и 104 женщины).